# Неллі Закс
Неллі Закс (нім. Nelly Sachs) або Леоні Закс (Leonie Sachs); 10 грудня 1891, Берлін — 12 травня 1970, Стокгольм) — німецька поетеса та драматург єврейського походження, лауреатка Нобелівської премії з літератури (спільно з Ш. Й. Агноном 1966).
З 1947 року, в еміграції в Стокгольмі, Закс почала публікувати свої тексти як поетичне осмислення пережитої трамви — трагедії Голокосту. Поетичний діалог або принаймні співіснування у спільному поетичному контексті пов’язує Неллі Закс із іншими видатними поетами ХХ ст. — Інґеборґ Бахман та Паулем Целаном.

## Життєпис

### Ранні роки
Неллі (Леоні) Закс народилася в Берліні єдиною дитиною Вільяма Закса, винахідника і промисловця, і Марґарет Закс (до шлюбу Картер). Вони проживали за адресою Маасенштрасе 12, в Шонеберґу.
Неллі зростала у заможній єврейській родині, здобула домашню освіту, після чого вступила до привілейованої Берлінської середньої школи для дівчаток. Вона захоплювалася музикою, літературою, танцями й певний час мріяла стати професійною балериною.
Пристрасть до музики, літератури та мистецтва прищепив їй батько. Згодом Закс відвідувала приватну школу для дівчат Доротеєн у Моабіті протягом трьох років, а потім, з 1903 по 1908 рік, у школі Hélène Auberts. Уже в шкільні роки вона написала свої перші вірші: «Про чоловіка, що помер у день безневинних дітей» (нім. «Vom Manne, der am Tage der unschuldigen Kindlein starb») і «Смерть у Пфаргофі» (нім. «Der Tod im Pfarrhof»).
У 1906 році, з нагоди свого 15-річчя, Закс отримала від батьків роман шведської письменниці Сельми Лаґерлеф «Сага про Єсту Берлінґа», який справив на неї таке сильне враження, що вона написала листа до Швеції. Листування між Закс і Лагерлеф тривало близько 35 років, до смерті шведської письменниці.
У цей час вона також регулярно листувалася з німецьким прозаїком Германом Гессе.
Професійної освіти не отримала, займалася лише мистецтвом і літературою. Після смерті батька від раку в листопаді 1930 року турбота про дім і матір повністю лягла на її плечі.

### Еміграція у Швецію
16 травня 1940 року, коли німецькі війська окупували Європу, Закс із матір'ю, завдяки допомозі Сельми Лаґерлеф, знайшли притулок у Швеції — в отриманні віз їм було надано сприяння безпосередньо через королівську сім'ю. Втім, прибути до Стокгольму їм вдалося лише за два місяці після смерті Лаґерлеф, і вони так і не побачилися.
Завдяки допомозі єврейської громади вони оселилися в Стокгольмі за адресою Берґзундштранд, 23, в однокімнатній квартирі на першому поверсі, розташованій біля затоки Лільєхольмсвікен. Вони отримували від неї 200 крон на місяць і жили в скромних умовах. Неллі Закс вивчила шведську та почала перекладати німецькою вірші Ґуннара Екельофа, Йоганнеса Едфельта й інших тогочасних шведських експресіоністів. У 1944–1947 роках Закс працювала перекладачкою у Демократичному комітеті будівельних працівників (Samarbetskommittén för demokratiskt uppbyggnadsarbete, SDU).
Після прибуття до Швеції Закс майже припинила писати прозу, за винятком автобіографічних нарисів, опублікованих згодом у збірках «Життя під загрозою» (нім. «Leben unter Bedrohung») і «Листи з ночі» (нім. «Briefe aus der Nacht»). Натомість вона зосередилася на віршах і експериментальних сценічних творах.
У період між 1940 і 1945 роками створила багато текстів, що згодом отримали визнання.
В перші роки перебування у Швеції Закс написала поетичний цикл «В оселі смерті» (нім. «In den Wohnungen des Todes»), що був опублікований у 1947 році в зоні радянської окупації видавництвом «Aufbau» і був присвячений стражданням єврейського народу від нацизму та метаморфозам, що охопили все людство. У 1949 році в емігрантському видавництві Bermann-Fischer з Амстердама вийшла друга післявоєнна серія віршів Закс: «Зоряне затемнення» (нім. «Sternverdunkelung»), основною діеєю якої став «перетин кордонів» між народами, між життям і смертю, між пам'яттю і забуттям і між епохами.
У 1948 році Неллі та Марґарет Закс переїхали в іншу квартиру за тією ж адресою, розташовану на другому поверсі, де й жили до самої смерті. Мати Закс померла в лютому 1950 року; це погіршило ментальне здоров'я поетеси, й без того ослаблене пост-Голокостними переживаннями, втратою багатьох рідних і друзів, що загинули в таборах смерті. Неллі, що була дуже близька з матір’ю, згадувала її у віршових та прозових творах.
24 квітня 1952 року Неллі Закс отримала шведське громадянство.

### Визнання
Після публікації в 1959 році збірки «Втечі й перетворення» Закс отримує популярність. У 1960 році, через 20 років після її втечі з Німеччини, Закс отримала премію Анетт фон Дросте-Хюльсхофф, а наступного року міська влада Дортмунда запровадила щорічну літературну премію її імені й призначила поетесі довічну пенсію.
У 1965 році Закс отримала премію Миру західнонімецької асоціації книговидавців та книготорговців, одну з найпрестижніших літературних нагород в Західній Німеччині.
Закс отримала Нобелівську премію з літератури за «видатні ліричні й драматичні твори, що досліджують долю єврейського народу». 1964 року Закс поділила її з Аґноном. «У її книгах з винятковою силою прозвучав трагічний голос єврейського народу», — заявив на церемонії нагородження представник Шведської академії Андерс Естерлінг. Хоча книги Закс розповідають «жахливу правду … про табори масового знищення і фабрики смерті», продовжив Естерлінг, «письменниця стоїть вище від ненависті до катів». «Мені здається, — сказала Загс у своїй промові, — те, що зі мною відбувається, — це прекрасна казка». «Аґнон представляє державу Ізраїль, — зауважила поетеса далі, — а я — трагедію єврейського народу».

### Останні роки
У 1967 році Неллі Закс перенесла серцевий напад. В останні роки життя вона страждала від депресії, що супроводжувалася мареннями, та раку товстої кишки.
Поетеса померла 12 травня 1970 року в Стокгольмі і була похована 19 травня на єврейському кладовищі в Сольні. Королівська бібліотека в Стокгольмі відтворила кімнату, в якій жила Закс після прибуття до Швеції; у цій бібліотеці також зберігається колекція книг, листів, світлин і сімейних реліквій, що належали Неллі Закс.
Її твори перекладені англійською, датською, фінською, французькою, івритом, іспанською, японською, корейською, норвезькою, польською, українською, португальською, шведською та угорською.

## Творчість

### Рання творчість
У 17 років Закс закохується в чоловіка (ім'я невідоме), з яким знайомиться на курорті в Душники-Здруй, де відпочивала з батьками. Через багато років Закс дізналася про його загибель у нацистському концентраційному таборі, і це знайшло відображення в кількох її пізніх віршах.
Почуття, ймовірно, нерозділене, сильно вплинуло на психічний стан Закс, спровокувавши неврози та анорексію. Лікувати підлітку взявся професор Річард Кассірер, знайомий родини. Однак попри лікування нервові зриви Закс часто поверталися в наступні роки.
Кассірер заохочував Закс писати вірші, щоб вона могла говорити про свої почуття та переживання, а не пригнічувати їх. Спочатку в її творчості головну роль відігравала природа, а потім у її сонетах (з 1910 р.) з’явилися любов і коханий. У своїх оповіданнях вона торкалася теми проблем виховання та стосунків між батьками та дітьми, а також стосунків між жінками та чоловіками. У багатьох творах важливе місце займали також християнська релігія та смерть як символ жертовності. Її вірші були навіяні німецькими романтичними творами.
У 1920-ті-30-ті роки Закс ще не вважала себе професійною письменницею, хоча її вірші часом друкувалися в «Берлінер Таґеблатт» (нім. «Berliner Tageblatt») та інших газетах.

### Поезія
Її ранні (довоєнні) роботи, хоча й рідко публікувалися, були високо оцінені такими літераторами, як Генріх Белль і Стефан Цвайґ. Останній вважав, що її вірші не схожі на вірші «інших жінок», і захоплювалася їх «надзвичайною внутрішньою жорстокістю».
Попри це, поезії Закс демонструють багато в чому зразки жіночого письма й (пізніше) жіночого осмислення травми. Прикметним у подальшому є й те, що Закс дбала про свою творчу незалежність, не піддаючись літературним течіям, які панували у Веймарській республіці, і не належала до жодних літературних груп.

### П'єси
У післявоєнні роки Закс, крім віршів, пише п'єси і драматичні уривки, які називає «сценічною поезією». Герой її першої п'єси «Містерія про страждання Ізраїлю» (нім. «Ein Mysterienspiel vom Leiden Israels», 1951) — вуличний швець, який розшукує німецького солдата, що вбив молоду польську пастушку. «Містерія про страждання Ізраїлю» у 1950 році транслювалася на західнонімецькому радіо, була поставлена в Дортмунді в 1962 році й перелицьована на оперу шведським композитором Мозесом Пергаментом. Відома також п'єса-символ Закс «Авраам в солончаках» (нім. «Abram im Salz), написана за мотивами біблійної історії про царя Німрода і юного Авраама. Вона була опублікована в збірнику «Знаки на піску» (нім. «Zeichen im Sand», 1962).

### Листування
У 1954 році Пауль Целан пише Закс першого збереженого листа з проханням надіслати йому збірку «Затемнення зірок». Після цього він попросив свого видавця надіслати його книгу «Мак і пам’ять», що містить багато його найвідоміших віршів, таких як «Фуга смерті» і «Корона». Від початку їхнього листування Неллі Закс набуває певності в собі; через усе листування прикметною є тема життя з травмою, боротьби з психічними хворобами та вірші, котрі вони надсилають одне одному; її вірші, що з'являються після погіршень психічного стану, позначені ексцентричною пристрастністю. Пізніші листи відрізняються настроєм і тональністю — це також і спроба намацати одне одного, здолати відстань, котру розітнув великий особистий біль обох, і сама наявність цих листів, а також прикметні періоди мовчання між ними, виступають як свідчення їхнього взаємозв'язку та творчого взаєповпливу.
Відомо про принаймні один вірш Пауля Целана із зазначеною присвятою Неллі Закс: «Цюрих, готель „Під Бузьком“», написаний під час єдиної їхньої зустрічі наживо, про яку він розповідав у своєму листі до австрійської письменниці Інґеборґ Бахман.

### Характеристика творчості

#### Осмислення Голокосту
Поетика Неллі Закс відзначається яскравими образами, містичністю, інтертекстуальними вкрапленнями та символізмом. Поезія Закс характеризується словотворчістю, семантичною полівалентністю символів та образів-шифрів, що притаманні герметичній поезії. Поетичний діалог або принаймні співіснування у спільному поетичному контексті пов’язує Неллі Закс із іншими видатними поетами ХХ ст. — Інґеборґ Бахман та Паулем Целаном.
Поєднання експресіоністських образів, біблійних сюжетів, юдейської містики, оригінальних авторських експериментів зі словом у коротких за обсягом поезіях роблять їх надзвичайно насиченими та глибокими й визначають поезію як умову виживання людини та водночас можливість відродження самої поезії після трагедії.
«Її вірші різноманітні, — зазначав англійський поет і критик Стівен Спендер, — і разом з тим все, що вона пише, — один вірш». Її «релігійні апокаліптичні гімни», продовжував Спендер, «є уособленням єврейської самосвідомості, настільки сильної, що життя прирівнюється до смерті, й навпаки …».

#### Значення містики

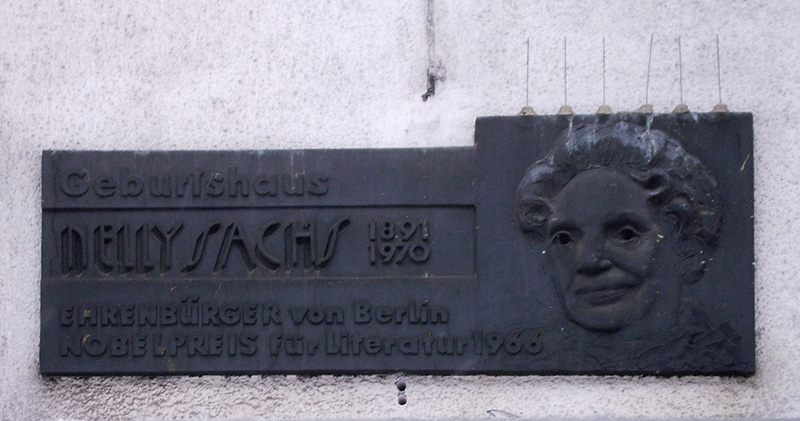
Пам'ятна дошка на будинку, де народилася Неллі Закс, у берлінському районі Шенеберг

Закс походила з асимільованої родини німецькомовних євреїв, де не святкували юдейські свята; втім, трагічне становище євреїв у період націонал-соціалізму й подальша Трагедія європейського єврейства спонукали поетесу шукати шлях до розуміння сенсу життя в єврейській та християнській містиці. На її творчість вплинули кабала, праці дослідника єврейської містики Ґершома Шолема та хасидські історії Мартина Бубера.
Зокрема, поетичну драму «Елі: містерія про страждання Ізраїлю» надихнула хасидська легенда в переказі Мартина Бубера. Попри те, що Закс не знала їдишу, вона змогла передати колорит хасидських оповідок німецькою мовою. Драма Закс відсилає до традиції середньовічної християнської містерії (звідси її підзаголовок), але її дія відбувається під час Днів трепету, що тривають від одного юдейського свята, Рош га-Шана, до Йом Кіпура.

## Переклади українською
Вибрані поезії Неллі Закс були перекладені й опубліковані в журналі «Всесвіт» Петром Рихлом; ще одна добірка поезій вийшла в літературному альманаху «Єгупець» у 2022 році з перекладом Тетяни Непипенко.

## Твори

### Збірки поезії
- In den Wohnungen des Todes, Aufbau-Verlag, Berlin 1947
- Sternverdunkelung. Gedichte, Bermann-Fischer/Querido, Amsterdam 1949
- Und niemand weiß weiter. Gedichte., Ellermann, Hamburg/ Monachium 1957
- Flucht und Verwandlung. Gedichte, Deutsche VerlagsAnstalt, Stuttgart 1959
- Fahrt ins Staublose. Die Gedichte der Nelly Sachs, Suhrkamp, Frankfurt am Mein 1961
- Ausgewählte Gedichte, Suhrkamp, Frankfurt am Mein 1963
- Glühende Rätsel, Insel, Frankfurt am Mein 1964/1968
- Späte Gedichte, Suhrkamp, Frankfurt am Mein 1965
- Landschaft aus Schreien. Ausgewählte Gedichte, Aufbau-Verlag, Berlin/Weimar 1966
- Suche nach Lebenden, Suhrkamp, Frankfurt am Mein 1971
- Teile dich Nacht. Die letzen Gedichte, Suhrkamp, Frankfurt am Mein 1971

### Проза
- Legenden und Erzählungen, F. W. Mayer, Berlin 1921

### П'єси
- Eli. Ein Mysterienspiel vom Leiden Israels, Forssell, Malmö 1951
- Zeichen im Sand. Die szenischen Dichtungen, Suhrkamp, Frankfurt am Mein 1962
- Verzauberung. Späte szenische Dichtungen, Suhrkamp, Frankfurt am Mein 1970

### Збірки вибраного та багатотомні видання
- In den Wohnungen des Todes 1947
- Die Leiden Israels 1951
- Fahrt ins Staublose. Die Gedichte, Band 1 1961. Daraus das Gedicht Chor der Geretteten, in: Andreas Lixl-Purcell (Hrsg.): Erinnerungen deutsch-jüdischer Frauen 1900—1990 RUB 1423, Reclam Leipzig 1992 und öfter ISBN 3-379-01423-0 S. 380f.
- Zeichen im Sand. Die szenischen Dichtungen 1962
- Ausgewählte Gedichte 1963
- Landschaft aus Schreien 1966
- Teile dich Nacht, Gedichte 1971
- Gedichte 1977
- Suche nach Lebenden. Die Gedichte, Band 2 1979
- Frühe Gedichte und Prosa 1983

### Листування
- Ruth Dinesen, Helmut Müssener, Briefe der Nelly Sachs, Suhrkamp, Frankfurt am Mein 1984
- Barbara Wiedemann, Paul Celan – Nelly Sachs. Briefwechsel, Suhrkamp, Frankfurt am Mein 1993
- Bernhard Albers, Karl Schwedhelm – Nelly Sachs. Briefwechsel und Dokumente, Rimbaud, Akwizgran 1998

## Вшанування
- 18396 Неллізакс — астероїд, названий на честь письменниці[10].
- Закс (патера) — кратер неправильної форми на Венері.
- Вшанована на Поверсі спадщини Джуді Чикаго.